# Сфера (Нью-Йорк)
40°42′38″ пн. ш. 74°00′50″ зх. д. / 40.71049° пн. ш. 74.013871° зх. д.
Сфера (англ. The Sphere) — металева скульптура німецького скульптора Фріца Кеніга, що перебуває в Нью-Йорку. Раніше розташовувалася на площі імені Остіна Джозефа Тобіна, поряд із вежами Світового торгового центру на Манхеттені. Після терактів 11 вересня 2001 року була вилучена з-під уламків та відправлена на тимчасове зберігання на склад біля Міжнародного аеропорту імені Джона Кеннеді.
Через шість місяців після нападу, коли було показано документальний фільм про скульптуру, «Сферу» тимчасово відправили до Беттері-парку без ремонту. Незабаром біля її підніжжя було освячено вічний вогонь як меморіал жертвам 9/11. «Сфера» стала головною туристичною пам'яткою, частково через те, що пережила теракт лише з невеликою вм'ятиною та діркою в корпусі.

## Опис
«Сфера» є металевою скульптурою в 762 см заввишки, що складається з 52 бронзових сегментів. Вона була створена в Бремені, Німеччина, і відправлена в Нижній Манхеттен. Художнє оформлення мало символізувати світ через світову торгівлю. Сфера була поміщена на кільце в центр фонтану і, разом з декоративними елементами, розробленими архітектором Мінору Ямасакі, мала була імітувати Велику мечеть Мекки, Масджид аль-Харам, в якій скульптура стояла на місці Кааба. Сама «Сфера» робила один повний поворот за 24 години. У хорошу погоду місця біля фонтану були найпопулярнішим місцем обіду у працівників ВТЦ.

## Після 11 вересня
Після терактів 11 вересня скульптуру було вилучено з-під уламків та відправлено на тимчасове зберігання на склад біля Міжнародного аеропорту імені Джона Кеннеді. Її вилучення широко висвітлювалося у ЗМІ Нью-Йорка, оскільки «Сфера» «пережила» падіння двох веж практично неушкодженою.
Німецький режисер Персі Адлон присвятив «Сфері» фільм, у якому оповідач відвідує Граунд-Зіро через п'ять тижнів після теракту та розповідає історію створення скульптури. Сам Кеніг спочатку був проти переустановки «Сфери», вважаючи пам'ятник «красивим трупом».
Зрештою, скульптура повернулася на Манхеттен, а 11 березня 2002 року була встановлена в Беттері-парку, в чотирьох кварталах від того місця, на якому вона колись стояла. Керував роботою сам Кеніг, творець «Сфери».

У вересні 2017 року «Сфера» знову була переміщена — цього разу до новоствореного Ліберті-парку ще ближче до свого початкового розташування.

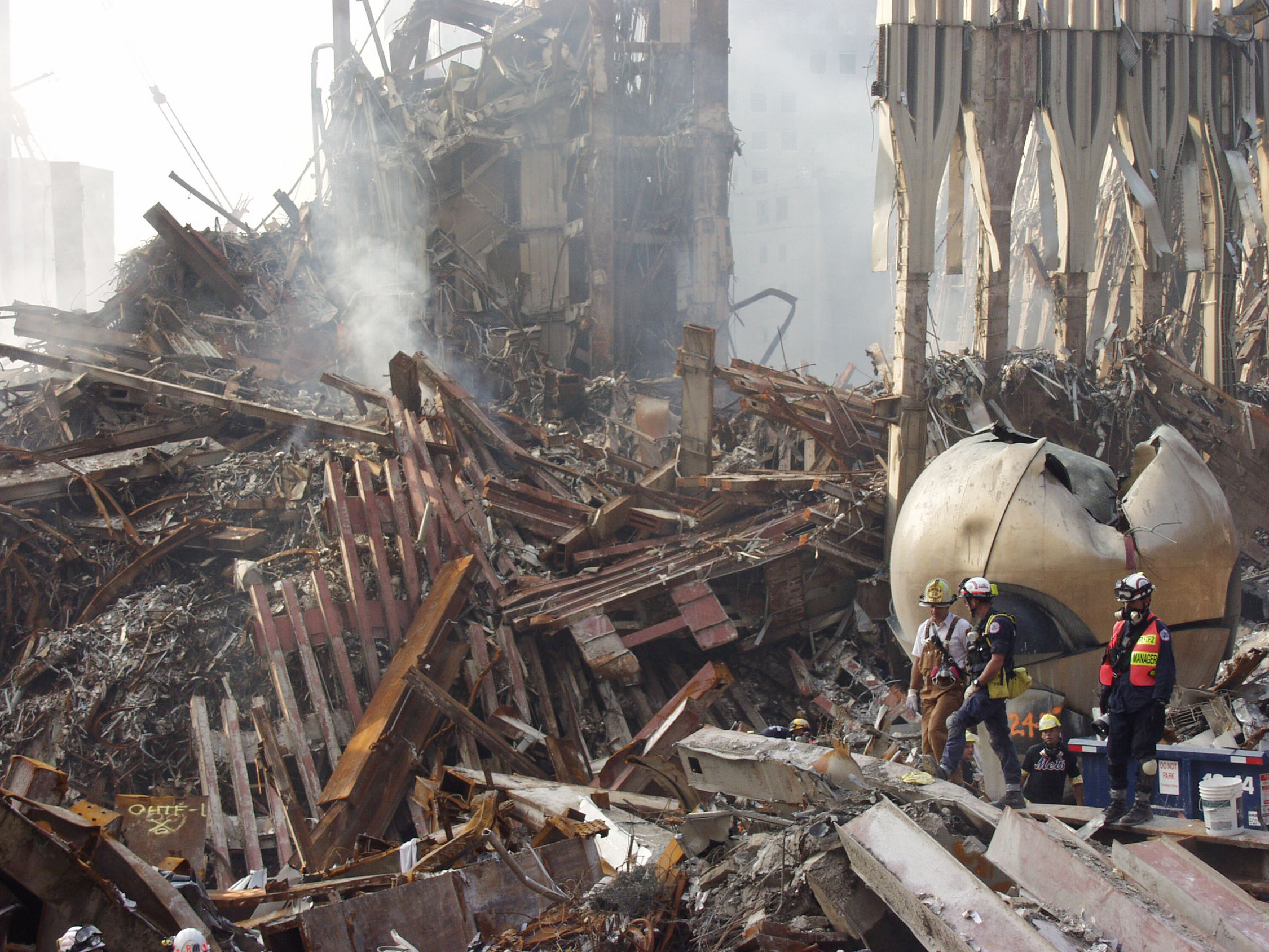
"Сфера" на тлі уламків ВТЦ
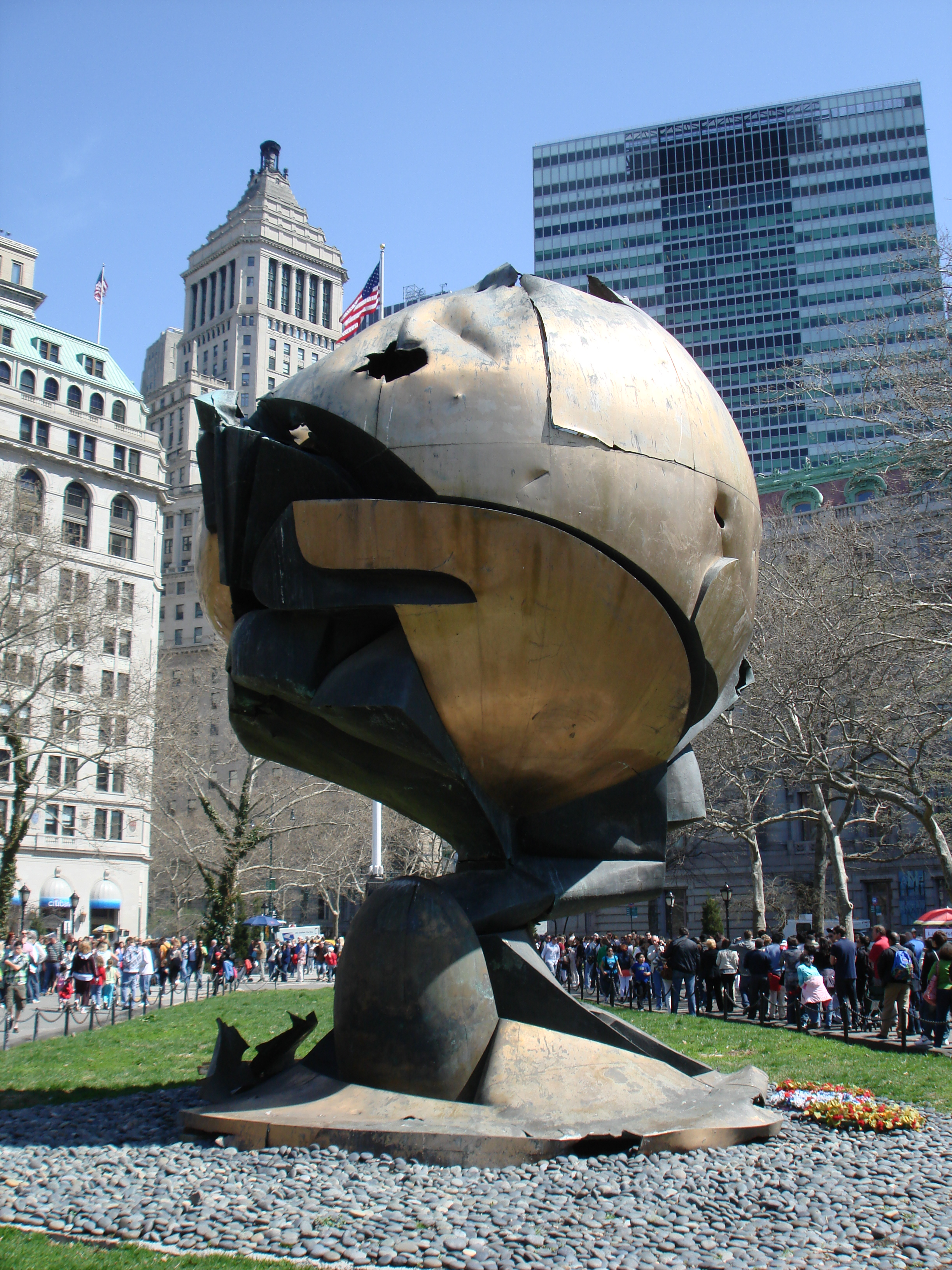
У Беттері-парку, 2010 рік
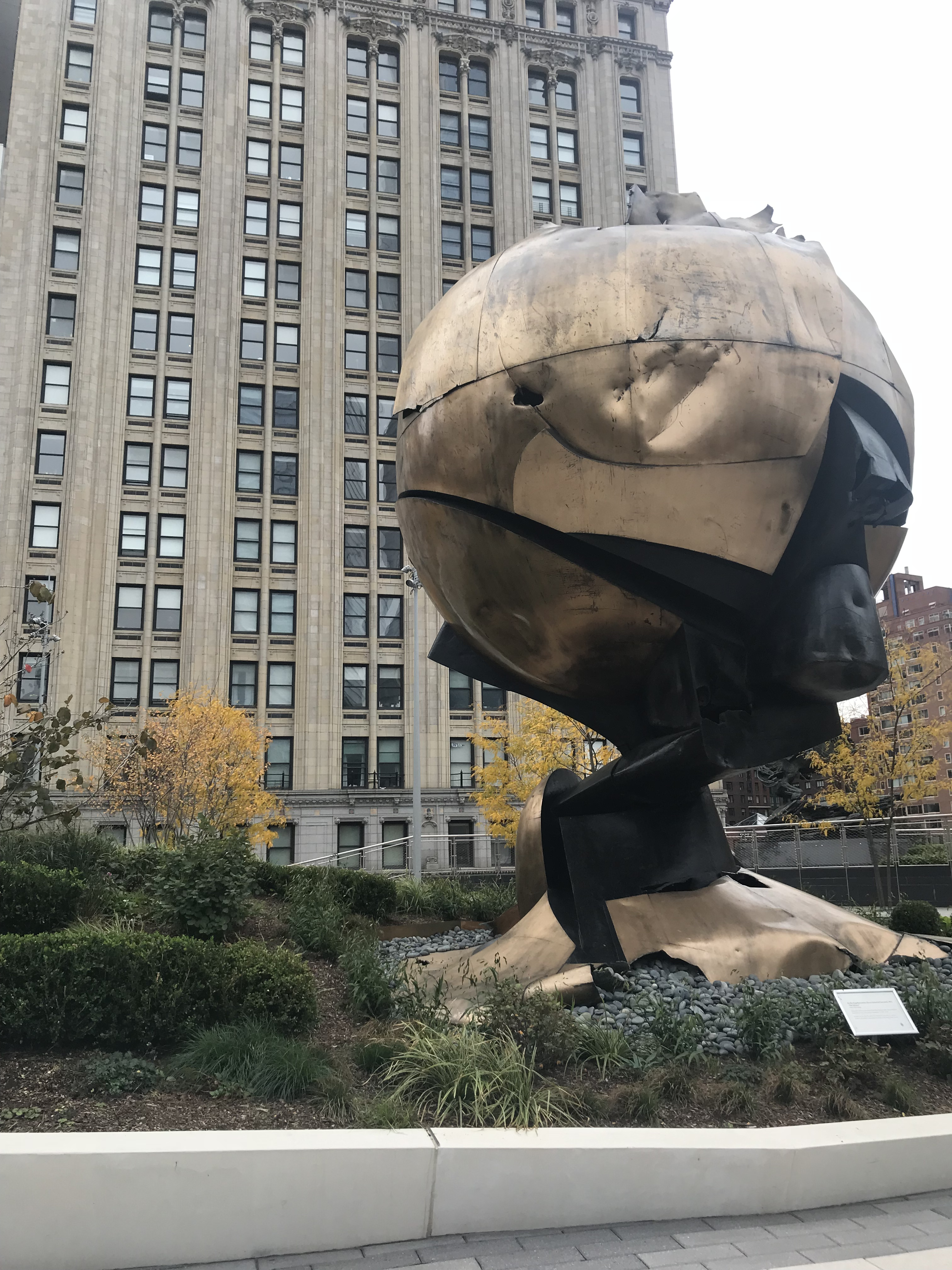
У Ліберті-парку, 2017 рік